# ジャパン・サイエンス&エンジニアリング・チャレンジ
高校生"科学技術"チャレンジ(Japan Science & Engineering Challenge、JSEC)は、毎年行われる科学技術の分野に関する高校生の自由研究コンテストである。日本科学未来館(東京都江東区)で行われており、約30チーム(個人)が高校生自由研究の日本一を競う。また、グランド・アワード(文部科学大臣賞・科学技術政策担当大臣賞・科学技術振興機構賞・優秀賞)を受賞したチーム(個人)は、国際学生科学技術フェア(ISEF)への出場権が与えられる。

## 部門
- 研究部門

生物学、物理学、化学、地学、数学、環境科学、宇宙科学、地球学、生命科学、バイオテクノロジー、ナノテクノロジー、医療科学、健康学、社会行動学、建築学、エンジニアリング等々がある。しかし、多分野に渡った研究も応募可能である。

## 選考方法
- 一次審査

アブストラクトによる選考。研究に対する熱意・着眼点などが審査の対象となる。また、アブストラクトと一緒に研究論文の提出も可能である。
- 二次審査(最終審査会)

一次審査通過者対象として、プレゼンテーション審査(ポスターセッション)を行う。10分間のプレゼンテーション・5分間の質疑応答で、研究の独自性・チームワークなどから総合的に審査される。
なお１人もしくは１チームが応募出来るのは１年に１件の研究だけである。同じ研究を日本学生科学賞と重複応募するのは内規で禁止となっている。JSECと日本科学賞は重複の応募がないかお互いに情報を共有し合っている。

## 賞の種類
- 文部科学大臣賞
- 科学技術政策担当大臣賞
- 科学技術振興機構賞
- 優秀賞
- YKK賞
- アジレント・テクノロジー賞
- 花王賞
- 横河電機賞
- JFEスチール賞
- 朝日新聞社賞
- YKK特別賞
- アジレント・テクノロジー スポンサーコンプリメンタリー賞
- 横河電機 スポンサーコンプリメンタリー賞
- 審査員奨励賞-基礎研究部門-
- 審査員奨励賞-優秀指導学校部門-
- 審査員奨励賞

## 主催
朝日新聞社

## 特別協賛
YKK株式会社

## 協賛
アジレント・テクノロジー、花王、横河電機、JFEスチール